# Байдарка

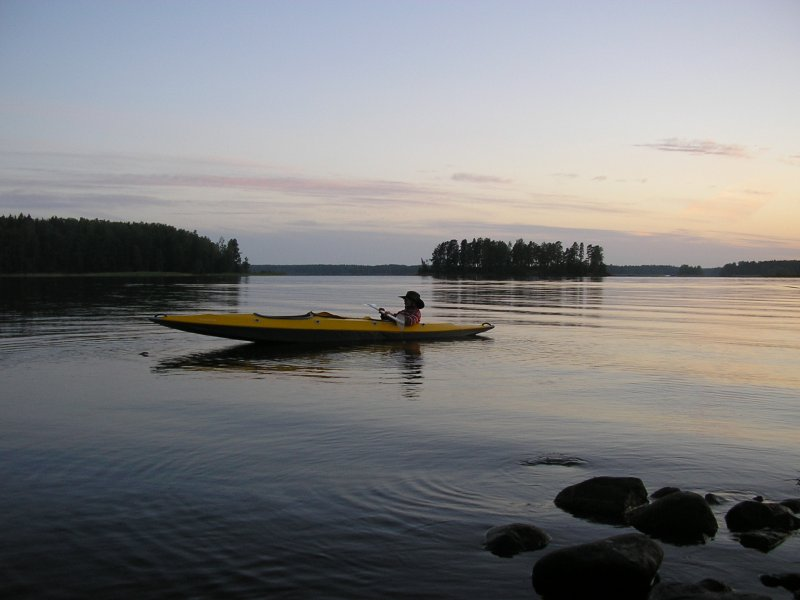
Каркасная байдарка «Вьюн»

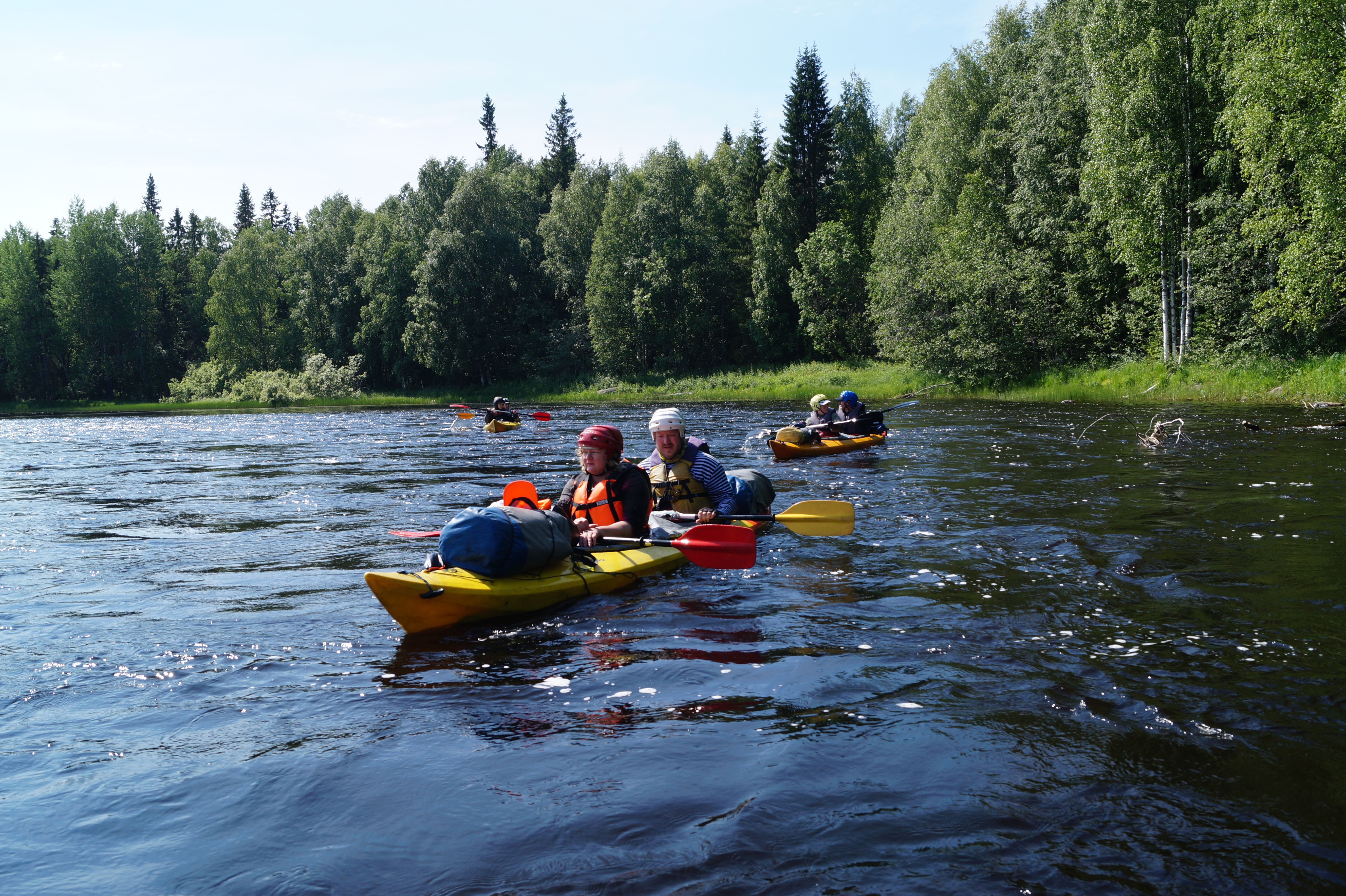
Сплав на байдарках

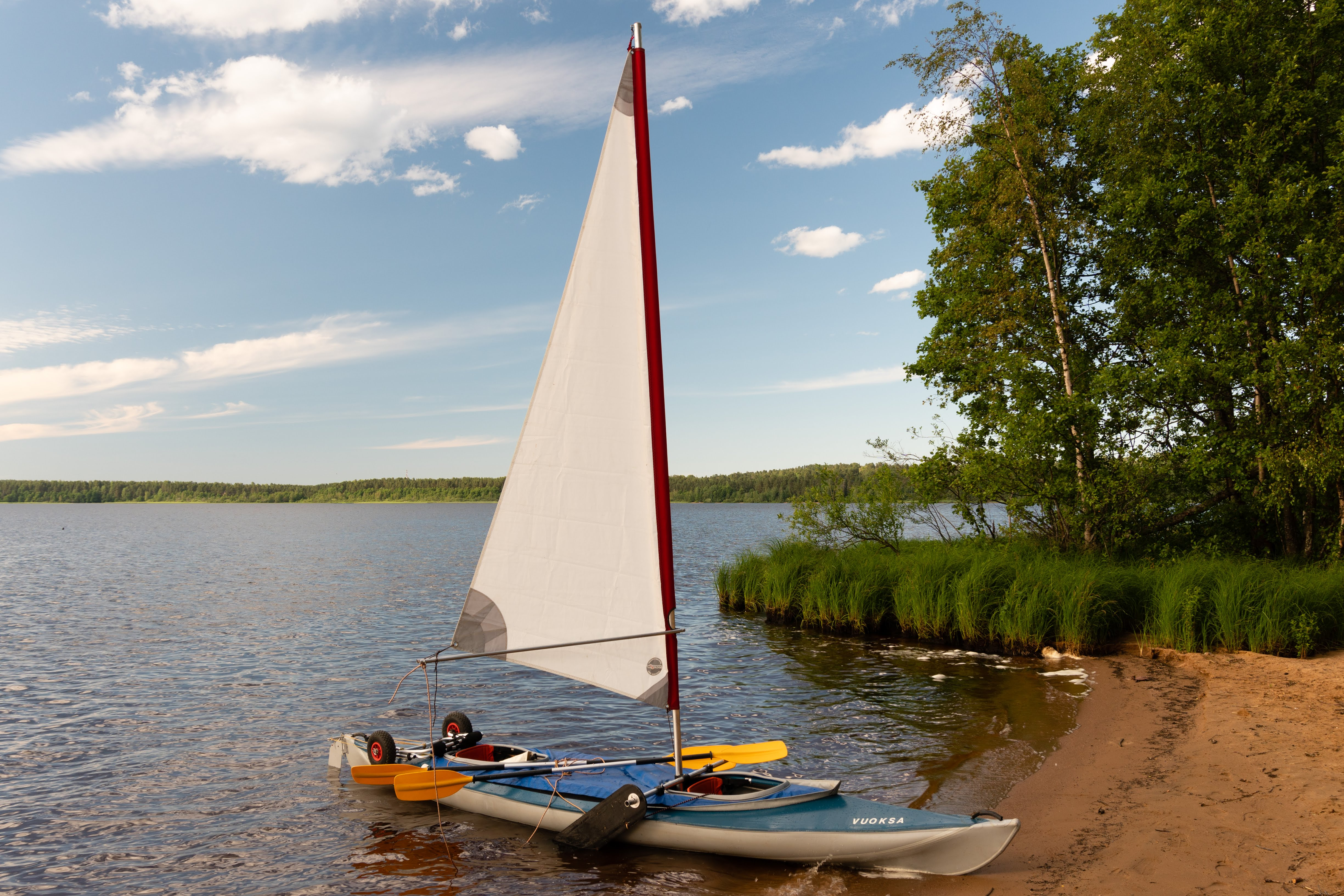
Каркасно-надувная байдарка «Вуокса-2» с парусным вооружением

Байда́рка — длинная узкая лёгкая лодка приморских народов тихоокеанского севера: алеутов, чукчей, коряков, эскимосов, предназначенная для охоты на морского зверя. То же, что и каяк. Современные аналоги используются в первую очередь для спорта и туризма. Обычно приводится в движение двухлопастным веслом, поэтому не имеет уключин. Иногда используется парус.

## Этимология
Слово «байдарка» — уменьшительное от «байдара», его нет как названия лодки ни в одном языке аборигенных прибрежных народов региона. Оно стало применяться вместо местных названий русскими первопроходцами, которые использовали привычный им термин, известный в разных вариантах для больших парусных рыбацких и грузовых лодок, вёсельных паромов, лодки для завода невода, широко распространённый в европейской части России, в том числе на Чёрном, Азовском, Каспийском морях и на Тереке.
В силу исторических обстоятельств это слово закрепилось в русском языке для наименования традиционной герметично закрытой лодки северных народов. Собственное алеутское название этой лодки — игах, аюхток, а у эскимосов — каяк, кэюкэй.

## Конструкция

### Традиционная

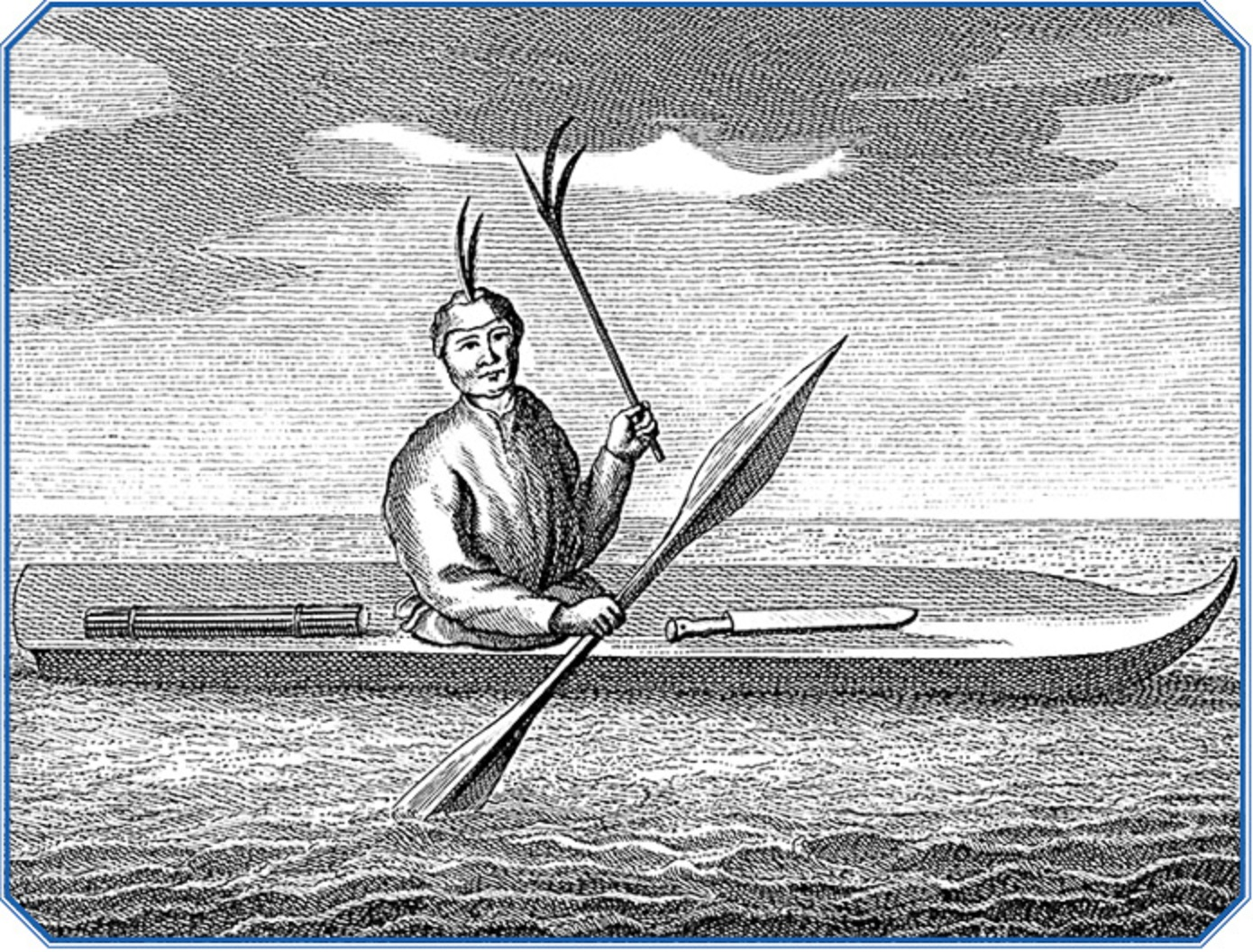
«Алеут в байдаре с Шумагинских островов». Иллюстрация книги С. П. Крашенинникова «Описание земли Камчатки», 1755 год

Состоит из деревянного каркаса, обтянутого моржовой или тюленьей кожей. Имеет 1—3 места для гребцов в виде люков в верхней части, с которыми при непогоде герметично соединяется специальная непромокаемая одежда. В разных регионах имеет свои оформления носа и кормы. Кроме того, байдарки к востоку от полуострова Аляска, имеющие более закруглённый обвод дна, являлись чисто морскими, тогда как к западу от полуострова они были плоскодонными и использовались в мелких водах внутренних водоёмов или для прибрежных плаваний. Также, например, алеутская байдарка более узкая, а у эскимосов острова Кадьяк — шире и остойчивее. Аляскинские каяки были и похожими на маленькие умиаки, только с верхним покрытием из кожи и отверстием для гребца. Чаще используется двойное весло, но кадьякские эскимосы применяли однолопастное. Гребут сидя, вытянув вперёд ноги или на коленях, что предпочитали алеуты.

### Современная
Современная байдарка представляет собой подобие старинной конструкции с использованием новых материалов и технологий. Это маломерное лёгкое запалубленное судно, приводимое в движение, главным образом, вручную и имеющее острые обводы (коэффициент полноты корпуса около 0,5 и значительное удлинение, всегда превышающее значение 5). В качестве движителя байдарки используется двулопастное весло, использование которого является признаком, отличающим байдарку ото всех иных типов гребных судов. Гребцы сидят один за другим, лицом по направлению движения.
Основные типы байдарок — спортивные и туристические байдарки.
Наиболее распространёнными видами туристических байдарок являются одно-, двухместные, реже встречаются трёхместные (например, Таймень-3, Салют-3). Байдарки на большее количество гребцов относятся скорее к экзотике.

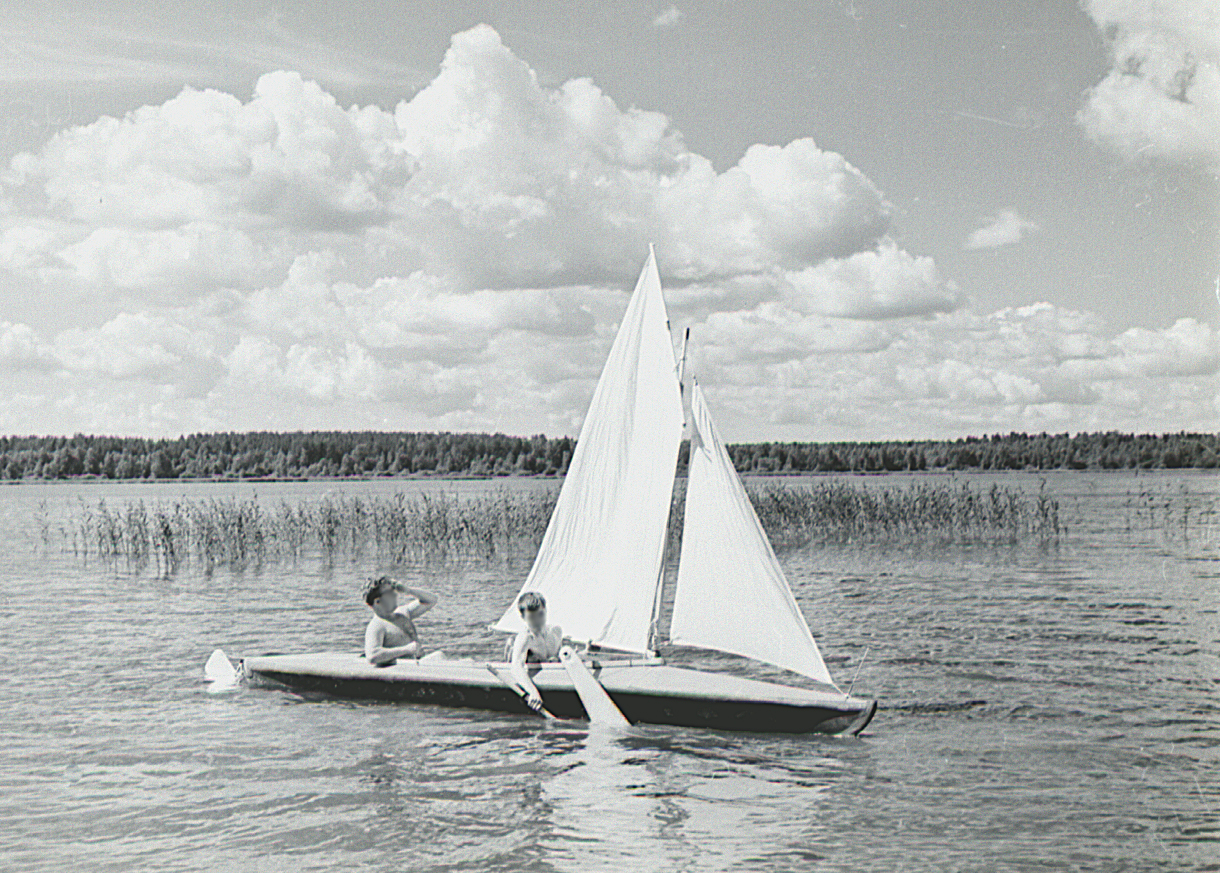
Байдарка типа «Нептун» со штатным парусным вооружением

На некоторых видах байдарок устанавливается парусное вооружение и навесные шверты, однако под парусом всё равно судно ходит плохо, особенно в галфвинд, а при острых углах к ветру бейдевинд принято вообще убирать паруса.
Использование руля с ножным приводом значительно облегчает плавание на открытых водоёмах и с парусом, однако на узких и порожистых реках он бесполезен и опущенный руль может стать причиной серьёзной аварии.
Известны типы бензиновых и электромоторов, пригодных для установки на байдарки и вращающих винт в качестве движителя. Но они используются крайне редко, поскольку при этом путешествие на байдарке в значительной степени теряет свою смысловую, рекреационную и спортивную значимость.

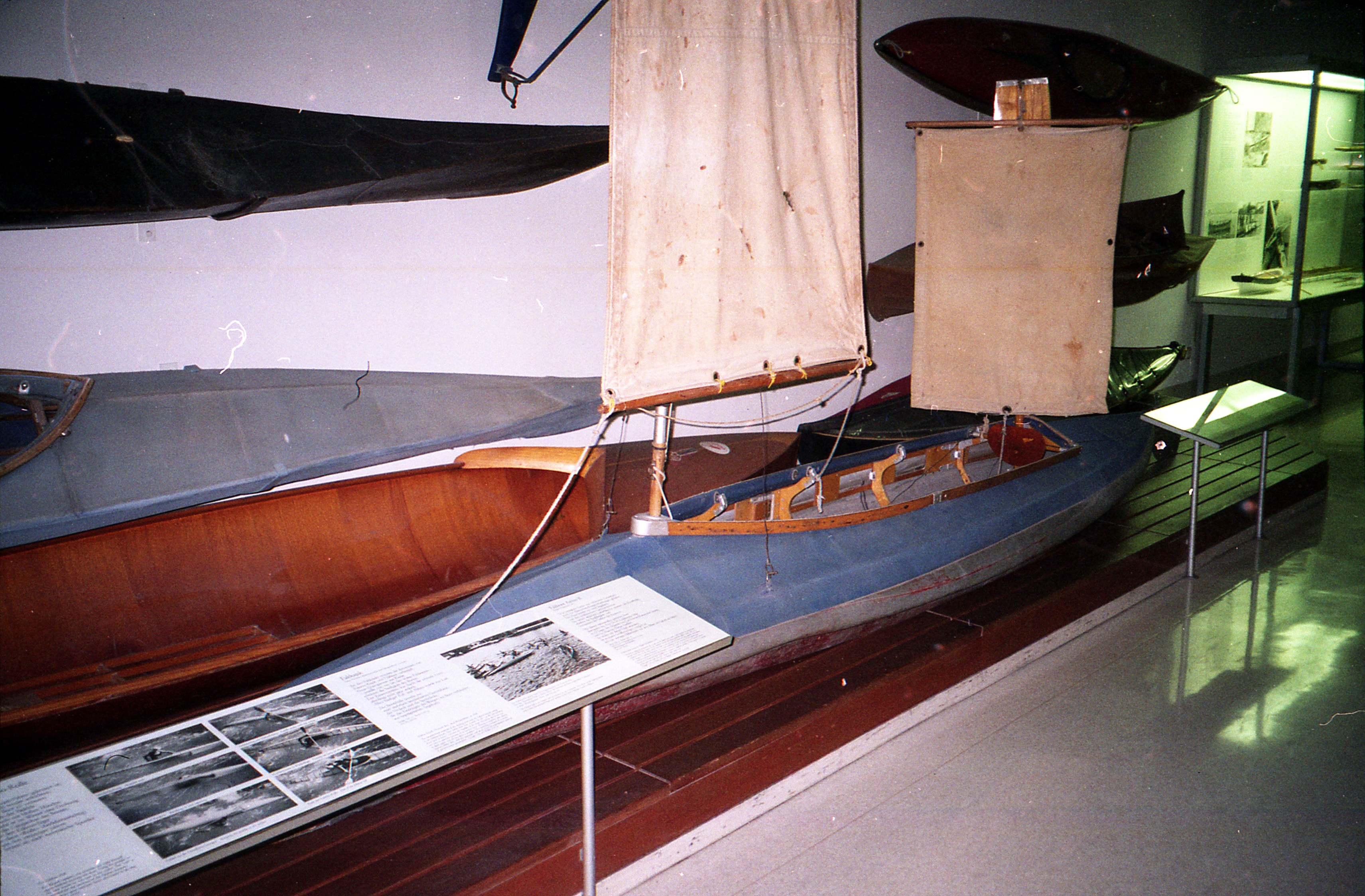
Байдарка типа «Нептун», совершившая переход через Атлантику.

Согласно требованиям Морского регистра байдарка (в случае её регистрации) относится к судам, предназначенным для плавания в камышовой зоне. Однако практика показывает, что байдарка хорошо ведёт себя на волнении до 3 баллов и экипаж не замечает бортовой качки, поскольку каждый его член инстинктивно сохраняет вертикальное положение корпуса. Но на пологой встречной или попутной волне при килевой качке возможно появление симптомов морской болезни.
В XX веке байдарка использовалась в основном как спортивное и туристское судно, а также геологами и археологами в экспедициях. В Немецком музее в Мюнхене экспонируется байдарка типа «Нептун» с парусным вооружением и поддувными бортами, на которой был совершён переход через Атлантический океан.

## Весло
Для гребли на байдарках, каяках и пакрафтах используется двухлопастное весло-гребок. Оно состоит из двух лопаток (лопастей), соединённых между собой трубкой — цевьём (шафтом). Особенность гребли двухлопастным веслом — одна рука гребца (ведущая) крепко фиксирует весло, и ее хват не меняется при выполнении гребков, а в другой руке шафт свободно проворачивается.

### Особенности конструкции
- Разворот весла — заданный конструкцией угол между лопатками, призванный уменьшить нагрузку на кисти гребца.[12] В зависимости от стиля гребли, оптимальный угол разворота весла может находиться в диапазоне от 0 до 90°.[14] Угол разворота может быть как постоянным, так и регулируемым.[15]
- Правое/левое весло — определяет, какая рука гребца является ведущей.
- Длина весла — зависит от вида судна, стиля гребли и физических параметров гребца.[15] Существуют вёсла с регулируемой длиной.
- Разборность — для удобства транспортировки и хранения многие вёсла разбираются на 2-3 сегмента. Запасные вёсла и модели для пакрафтинга могут разбираться на 4-5 сегментов.
- Конструкция шафта. В большинстве случаев применяется прямой шафт, имеющий слегка овальное сечение как минимум под ведущей рукой. Некоторые вёсла верхней ценовой категории имеют изогнутый шафт («коленвал»). Изгиб шафта снижает нагрузку на кисть и более удобен в управляющих гребках.[11]

### Форма лопаток

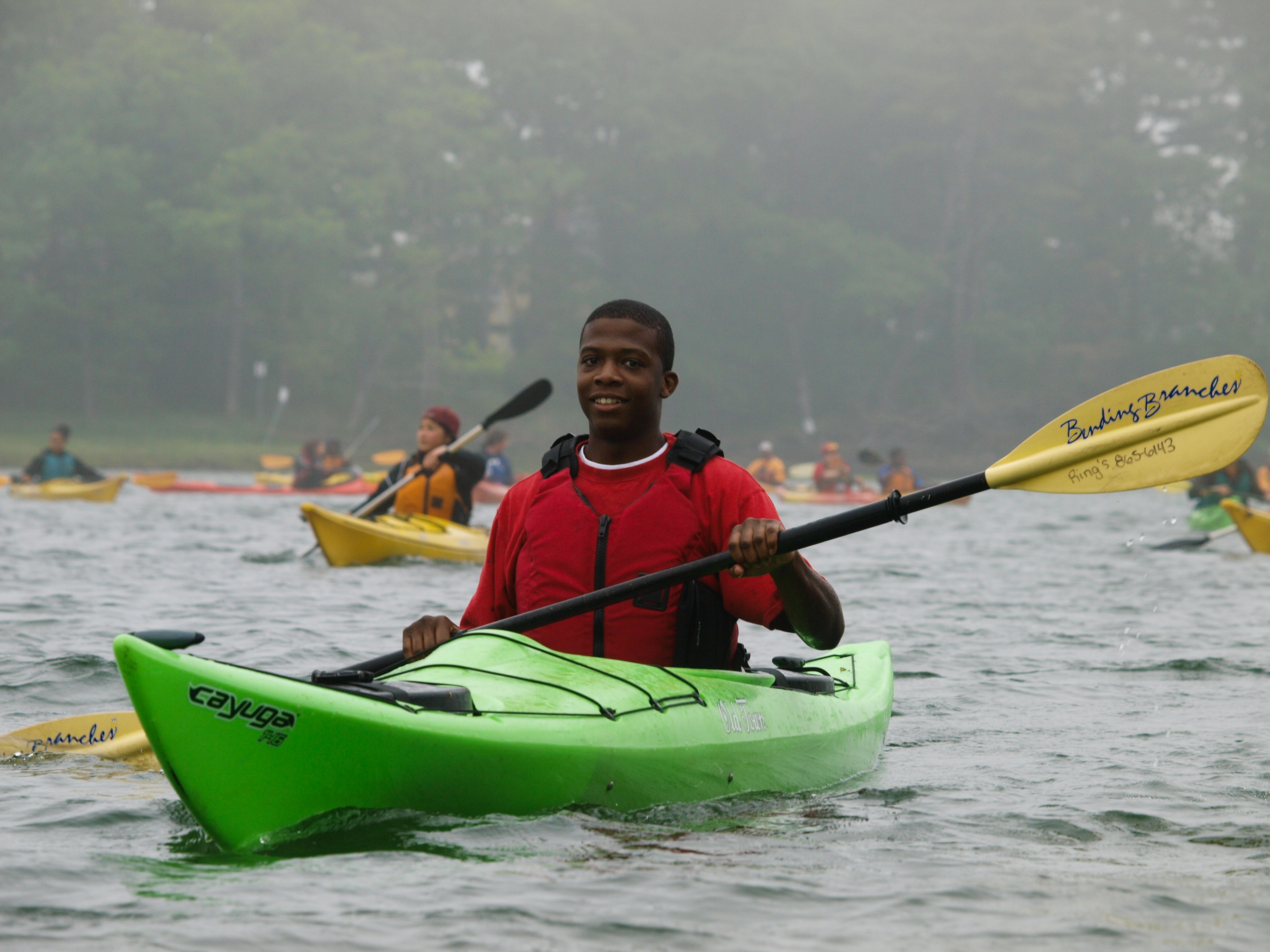
Гребля с низким углом

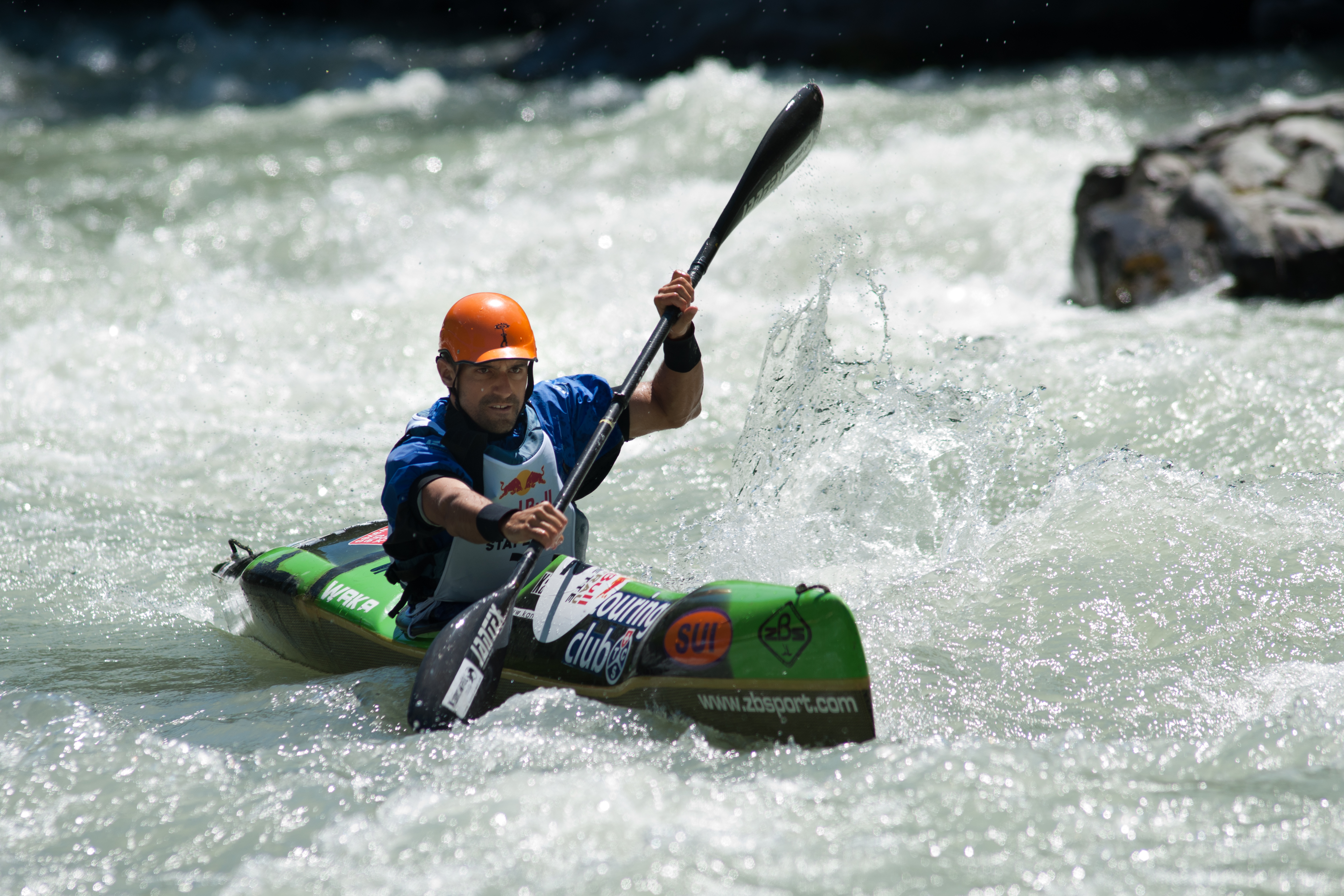
Гребля с высоким углом

Большинство современных вёсел имеют асимметричные лопатки — со скошенным углом в точке первого соприкосновения с водой (нижняя часть лопатки чуть меньше верхней). По форме лопаток двухлопастные вёсла делятся на две категории:
- Для гребли с низким углом — характерны для байдарок и морских каяков, имеют узкие лопатки вытянутой формы, сравнительно небольшой площади. Гребля таким веслом производится практически параллельно воде, не трудозатратна и подразумевает длительные переходы на скоростном судне с большой курсовой устойчивостью.
- Для гребли с высоким углом — характерны для каяков и пакрафтов, имеют широкие и короткие лопатки, позволяют прикладывать гораздо большие усилия к веслу. Существуют различные подвиды таких весел:[11]
  - Для сплава по бурной воде — с прочными лопатками большой площади, обеспечивают повышенную управляемость, в частности, в насыщенной воздухом воде, возможность опираться на весло, делать эскимосский переворот.
  - Для фристайла на бурной воде — с еще более широкими и короткими лопатками весла. От такого весла не требуется развитие скорости по прямой. Вместе с тем необходимо, чтобы весло было максимально устойчивым на опоре, чтобы была эффективной обратная гребля, частые мелкие гребки, а также просто и без существенных усилий выполнялись сложные движения веслом в воде.
  - Для гребного слалома. Лопасти весел имеют более вытянутую форму и ярко выраженную «ложкообразность» чтобы лучше цеплять воду.

### Материалы конструкции
Современные двухлопастные вёсла производятся из различных материалов и их сочетаний:
- Древесина — экзотический материал, используется для так называемых «гренландских» вёсел.
- Алюминиевый сплав — самый дешевый и тяжелый материал для вёсел, используется для изготовления шафта у бюджетных моделей. Существует мнение, что вёсла с лопатками из алюминиевого сплава морально устарели.[11]
- Полиэтилен — используется для изготовления лопаток у бюджетных моделей. Достаточно тяжелый материал, может иметь избыточную гибкость.
- Поликарбонат, угле- или стеклонаполненный полиамид — применяются для изготовления лопаток у весел средне-высокого уровня, занимают промежуточное место по своим характеристикам между полиэтиленом и стеклопластиком.[16]
- Стеклопластик — легкий и прочный материал, используется при изготовлении шафтов у весел среднего уровня и лопаток у весел высокого уровня. Склонен к выкрашиванию при интенсивной эксплуатации.[11]
- Углепластик — самый легкий и жесткий материал, используется при изготовлении шафтов и лопаток у весел высшей ценовой категории.
- Кевлар — используется для усиления кромок лопаток на некоторых веслах высшей ценовой категории.

## Типы байдарок
В настоящий момент существуют две реализации байдарок — разборные и неразборные.

### Неразборные байдарки
Неразборные байдарки изготавливаются из пластика (часто одноместные) и используются в основном для прохождения водных препятствий (сложных порогов, водопадов и т. д.). Как правило, одноместные пластиковые байдарки не предназначены для продолжительных походов. Одноместную байдарку также называют каяком.

### Разборные байдарки

#### История
В 1907 году портной и поставщик спортивной одежды из Розенхайма Иоганн Клеппер получил лицензию на изготовление изобретённой Альфредом Хойрихом складной лодки. Впоследствии в течение 20 лет он в процессе совершенствования конструкции изменил пропорции и размеры набора, а также провёл исследования по поиску наиболее подходящего для него материала и остановился на металле. Обшивку («шкуру») он начал покрывать резиной. Однако предложенный ещё Хойрихом принцип оставался в силе: лодка паковалась в одну или две упаковки, шкура складывалась по внутреннему шву и шнуровалась, как обувь.
Складная байдарка Клеппера («Faltboot Aerius II», 1955 год), производившаяся в Польше под названием «Нептун», имела деревянный набор, детали которого соединялись с помощью алюминиевых защёлок, а шкура состояла из трёх слоёв прорезиненной парусины. В конструкцию шкуры были введены два накачиваемых воздухом буля, что заметно повысило её остойчивость. Лодка была снабжена парусами — одним самодельным косым и вторым, тоже нестандартным — прямым.
Длина лодки составляла 5,2 м, ширина по миделю 0,68 м, вес 32 кг.
На этой лодке врач доктор Линдеман ( Dr.med. Hannes Lindemann) за 72 дня пересёк от Лас-Пальмаса на Канарских островах до Св. Маартена на Малых Антильских островах Атлантический океан. Это было им сделано с целью доказать, что не потерявший самообладания человек способен выжить после того, как его судно потерпит кораблекрушение.

#### Типы
Разборные байдарки бывают нескольких типов в зависимости от технологии изготовления:
- пластиковые, состоящие из нескольких секций (часто называются туринговыми каяками);
- каркасные, состоящие из прочного и легкого металлического или деревянного каркаса и шкуры, которая натягивается на каркас;
- каркасно-надувные (КНБ), аналогичная с каркасной конструкция, но между каркасом и шкурой встроены надуваемые воздухом 2 или 4 баллона, создающие дополнительный запас непотопляемости и придающие судну более плавные обводы;
- надувные.

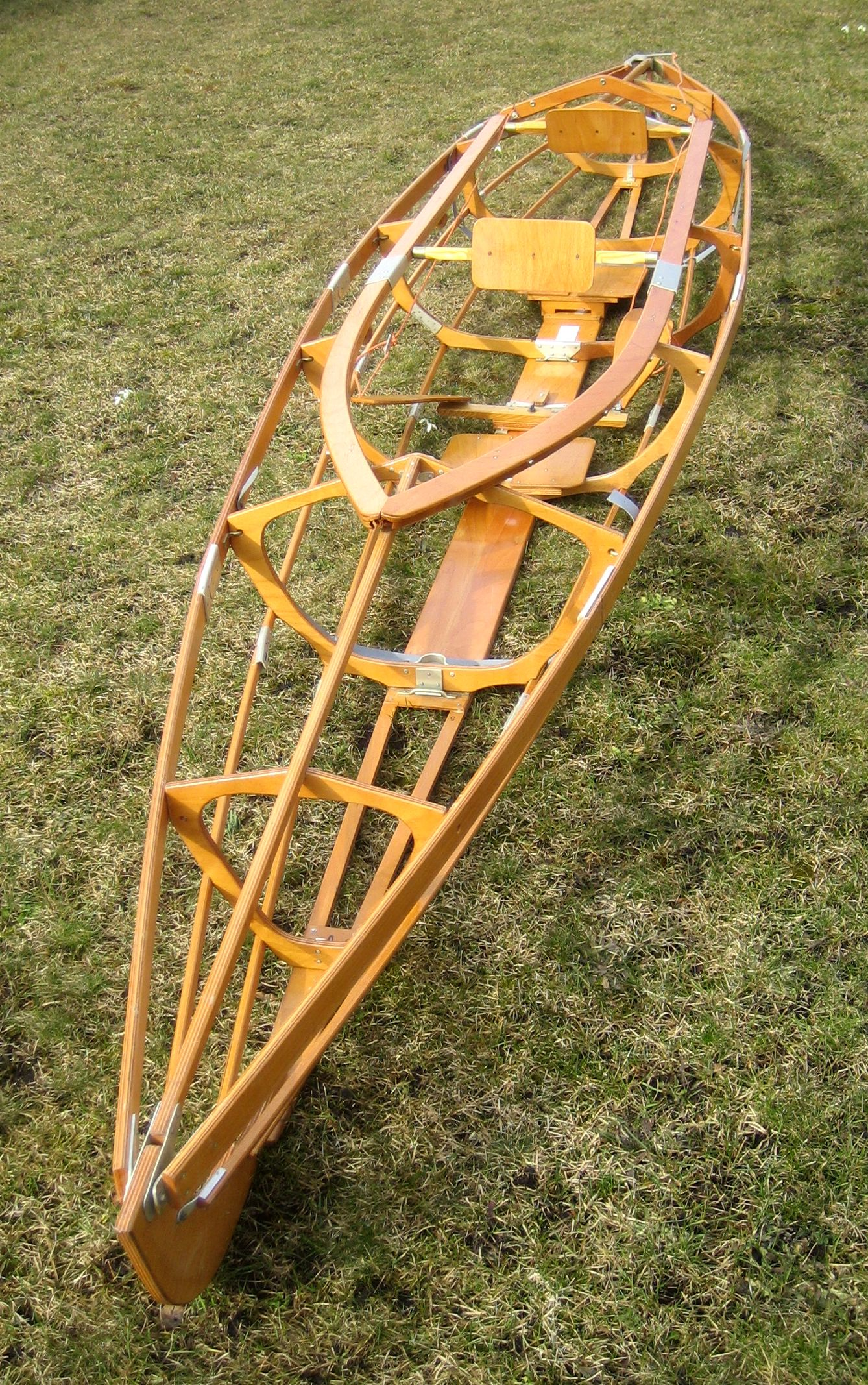
Каркас немецкой байдарки «Kolibri IV»

Разборные байдарки имеют от 1 до 4 мест и используются в водном туризме для продолжительных походов или двух-трёх-дневных прогулок по озёрам, рекам и водоразделам умеренного волнения.
Наибольшее распространение получили каркасные и каркасно-надувные лодки, за счет их мобильности и надёжности при относительно умеренной цене. Секционные пластиковые байдарки в основном распространены в Западной Европе и Канаде. В СССР были популярны туристические двух- и трёхместные байдарки «Таймень-2» и «Таймень-3», а также байдарки класса «Салют» (также двух- и трёхместные), и байдарки «RZ» производства ГДР (с деревянным каркасом, собираемым на верёвочных узлах и завязках). Из каркасно-надувных байдарок, выпускавшихся в СССР, стоит упомянуть «Катран».
Некоторое время в эксплуатации находилась каркасно-надувная байдарка «Нептун» со штатным парусным вооружением, недостаток которой состоял в малой вместимости груза и весьма высоком полном весе с парусным вооружением и швертами весе (более 50 кг).

### Надувные байдарки
В последнее время получают некоторое распространение надувные байдарки (например — «Хатанга», «Щука», «Пионер АR», «Ротан 45-60»).
Преимущества надувных байдарок это:
- Малая масса (около 10 кг, в отличие от 25-30 кг у каркасных разборных байдарок).
- Большая грузоподъёмность.
- Непотопляемость и относительная устойчивость.
- Малая осадка (что даёт преимущество при проходе мелководных участков).

Недостатки надувных байдарок:
- Большая парусность из-за малой осадки (затрудняет управление при ветре).
- Малая вместимость (за исключением байдарок с закрытой декой и внешней обвязкой и катабайдов).
- Отсутствие носового штевня на некоторых надувных байдарках ухудшает курсовую устойчивость и требует загрузки носа дополнительным грузом для лучшего удержания на курсе.

Совокупность этих факторов приводит к тому, что в среднем скорость надувных байдарок на 1-2 км/ч меньше, чем у соответствующих (по количеству мест) байдарок каркасного типа.
Выпускаются также сверхлёгкие надувные байдарки (весом менее 5 кг), приближающиеся по своим свойствам к пакрафту.

## Особенности

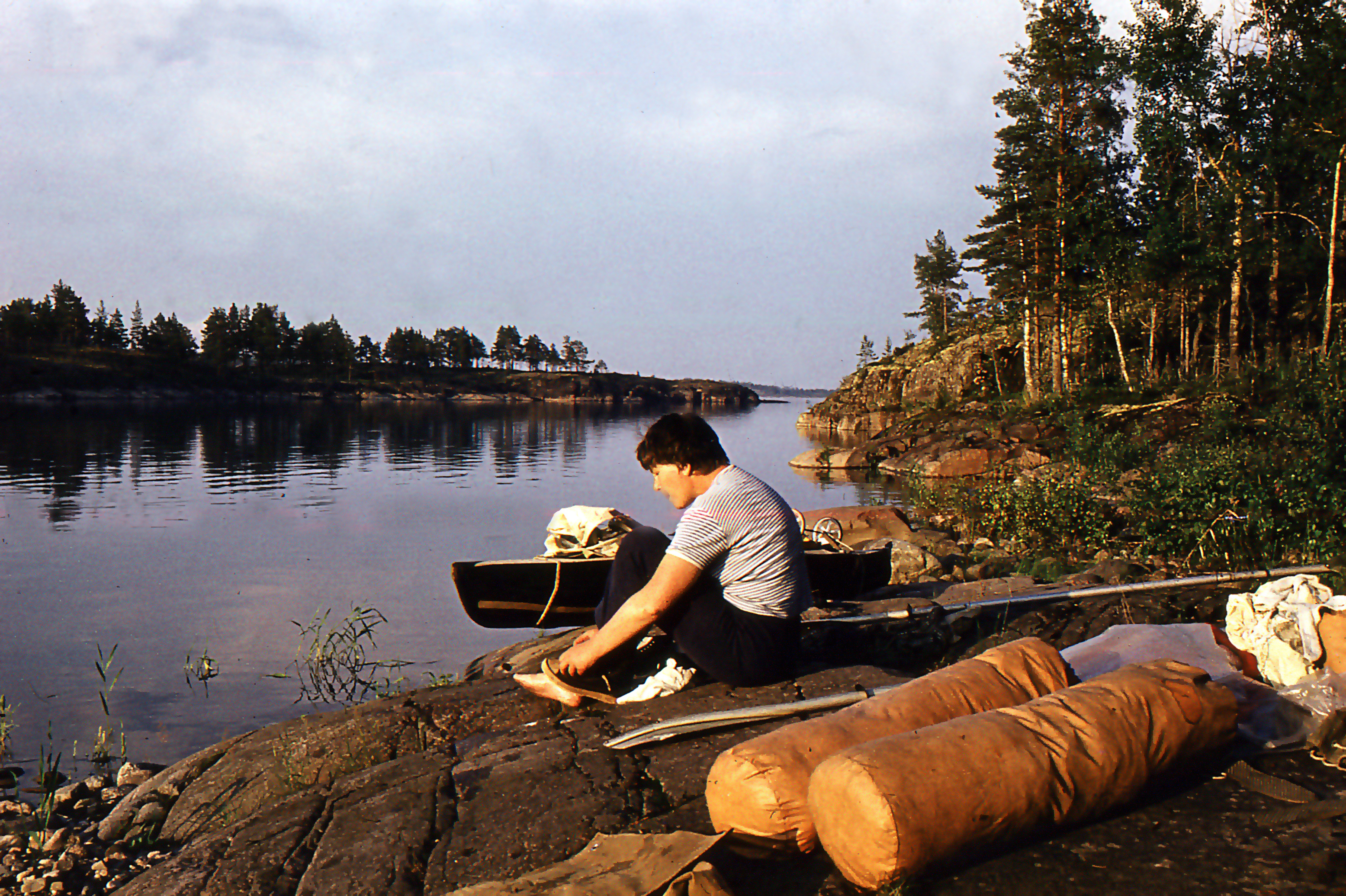
Импровизированные гермоупаковки

Байдарке свойственны определённые черты, отличающие её от всех иных видов судов.
- Герметичность: Для избежания попаданий воды внутрь байдарки через посадочные места (кокпиты) используется байдарочная юбка, которая плотно прилегает к телу гребца и герметично крепится к кромкам кокпита, а для сохранения походных вещей и продуктов в сухом состоянии часто используются драйбеги и гермоупаковки (гермы).
- Вёсла: Байдарочные вёсла бывают двух типов — так называемые каякерские, то есть с разным углом лопастей, и обычные, с одинаковым углом (в настоящее время практически не используются); чаще всего изготавливаются разборные вёсла с регулировкой угла разворота лопасти.
- Использование: Каркасные байдарки часто оснащают одним или двумя баллонами с воздухом, в носовой или кормовой части для сохранения непотопляемости (в качестве которых иногда используются камеры от мячей)[17]. Однако, как показывает практика, наибольшую роль в обеспечении непотопляемости судна играют гермоупаковки, надёжно принайтовываемые к набору. Чрезвычайно удобно размещать гермоупаковки, выполненные в виде непромокаемых длинных мешков, крепящихся по бортам под декой к стрингерам между двумя соседними шпангоутами.

Выполнение крепления всех грузов к набору судна (за исключением гребцов) соответствует требованиям хорошей морской практики для походов любой степени сложности.
- Дополнительное оборудование: Также в байдарку возможна установка руля и/или паруса, в зависимости от модели. На реках с заметным течением использование руля нередко бесполезно и может привести к серьёзной аварии из-за его застревания на мелкой воде и перекатах.
- Непотопляемость: В соответствии с общим требованием, сформулированным Крыловым А. Н. в отношении обеспечения плавучести любого судна (в том числе и байдарки), судно должно тонуть лишь в случае, когда полностью исчерпан его запас плавучести. При этом плавучесть должна утрачиваться раньше утраты остойчивости. Иными словами, судно должно тонуть, не опрокидываясь[18].

Это требование не звучит в случае байдарки столь категорично. На практике, особенно на неспокойной воде, байдарка может опрокинуться, но далеко не исчерпать при этом запас плавучести. В спортивной практике, особенно при плавании на одноместных байдарках, применяется эскимосский переворот, когда гребец, оказавшись вниз головой в воде, совершает специальный гребок, совершая в его середине рывок бёдрами, что приводит к постановке судна опять на ровный киль.

## Немного о терминологии
Конструкционных различий между каяком и байдаркой не существует, однако в русском языке устоялось слово «байдарка» для разборных каркасных, каркаснонадувных и надувных байдарок, а слово «каяк» для неразборных и сборных пластиковых одноместных байдарок (туринговый тип).
В английском языке оба этих типа лодок обозначаются одним словом: англ. kayak.
В гребном слаломе суда подразделяются на каяк и каноэ. Главные различия этих двух классов судов в посадке гребца (на каноэ гребут стоя на коленях), способе гребли (на каяке гребут двухлопастным веслом, а на каноэ — одной лопастью), разная ширина лодки (у каноэ шире) и форма «очка» (посадочного места). Своё судно спортсмены называют каяк и почти никогда «байдарка». Байдаркой принято называть туристические суда либо суда для спортивной гладкой гребли.

## Законодательство Российской Федерации
С точки зрения законодательства России, все байдарки относятся к категории маломерных судов.
До 2012 года байдарки, имеющие грузоподъёмность 150 или более килограмм (а это практически все существующие байдарки) подлежали обязательной регистрации в Государственной инспекции по маломерным судам. Отсутствие регистрации являлось нарушением статьи 11.8 Кодекса об административных правонарушениях РФ и влекло наложение административного штрафа в размере от пятисот до одной тысячи рублей (в ред. Федерального закона от 22.06.2007 № 116-ФЗ). С 2012 года требование обязательной регистрации для судов имеющих собственную массу меньше 200 кг было снято (в ред. Федерального закона от 23.04.2012 № 36-ФЗ).